# SN 1181
La supernova SN 1181 fu osservata per la prima volta tra il 4 agosto ed il 6 agosto 1181, da astronomi cinesi e giapponesi che registrarono l'evento in otto diversi testi.
È una delle otto supernove della Via Lattea che furono osservabili ad occhio nudo di cui si abbia registrazione storica. Apparve nella costellazione di Cassiopea e rimase visibile nel cielo notturno per circa 185 giorni.
La pulsar J0205+6449 (nota anche come 3C 58), che ruota circa 15 volte al secondo, potrebbe essere il residuo dell'esplosione. Se la pulsar e la supernova fossero associate, la stella sta ancora ruotando alla stessa velocità di quando si è formata. Questo sarebbe in contrasto con la Pulsar del Granchio, nota per essere il residuo della supernova SN 1054, che ha perso circa due terzi della sua energia di rotazione all'incirca nello stesso periodo temporale.